# Subdivisions de l'Écosse
En matière de gouvernement local, l'Écosse est divisée en trente-deux secteurs nommés council areas, qui sont tous gouvernés par des autorités unitaires, appelées council (« conseil ») hormis une qui est nommée comhairle.
Elles sont en usage depuis le 1er avril 1996, en application du Local Government etc. (Scotland) Act 1994   qui a remplacé le Local Government (Scotland) Act 1973.

## Les 32council areas
| 1. Inverclyde 2. Renfrewshire 3. West Dunbartonshire 4. East Dunbartonshire 5. City of Glasgow 6. East Renfrewshire 7. North Lanarkshire 8. Falkirk 9. Clackmannanshire 10. West Lothian 11. City of Edinburgh 12. Midlothian 13. East Lothian 14. Fife 15. City of Dundee 16. Angus | 1. Aberdeenshire 2. City of Aberdeen 3. Moray 4. Highland 5. Hébrides extérieures 6. Argyll and Bute 7. Perth and Kinross 8. Stirling 9. North Ayrshire 10. East Ayrshire 11. South Ayrshire 12. Dumfries and Galloway 13. South Lanarkshire 14. Scottish Borders 15. Orcades 16. Shetland |  |

## Statistiques
| Écosse continentale            | Superficie (mi2) | Superficie (km2) | Population (2023) | Densité (hab./km2) | Siège               |
| ------------------------------ | ---------------- | ---------------- | ----------------- | ------------------ | ------------------- |
| City of Aberdeen               | 70               | 182              | 212 125           | 1 164              | Aberdeen            |
| Aberdeenshire                  | 2 439            | 6 317            | 226 871           | 36                 | Aberdeen            |
| Angus                          | 843              | 2 184            | 108 400           | 50                 | Forfar              |
| Argyll and Bute                | 2 712            | 7 023            | 91 306            | 13                 | Lochgilphead        |
| Clackmannanshire               | 61               | 158              | 48 077            | 304                | Alloa               |
| Dumfries and Galloway          | 2 489            | 6 446            | 147 765           | 23                 | Dumfries            |
| City of Dundee                 | 21               | 55               | 145 663           | 2 648              | Dundee              |
| East Ayrshire                  | 492              | 1 275            | 120 235           | 94                 | Kilmarnock          |
| East Dunbartonshire            | 68               | 176              | 108 243           | 617                | Kirkintilloch       |
| East Lothian                   | 257              | 666              | 90 088            | 135                | Haddington          |
| East Renfrewshire              | 65               | 168              | 89 311            | 532                | Giffnock            |
| City of Edinburgh              | 100              | 260              | 448 624           | 1 725              | Édimbourg           |
| Falkirk                        | 113              | 293              | 145 191           | 496                | Falkirk             |
| Fife                           | 517              | 1 340            | 349 429           | 261                | Glenrothes          |
| City of Glasgow                | 68               | 175              | 577 869           | 3 307              | Glasgow             |
| Highland                       | 10 085           | 26 119           | 208 914           | 8                  | Inverness           |
| Inverclyde                     | 64               | 167              | 84 203            | 503                | Greenock            |
| Midlothian                     | 135              | 350              | 80 941            | 231                | Dalkeith            |
| Moray                          | 864              | 2 237            | 86 940            | 39                 | Elgin               |
| North Ayrshire                 | 343              | 888              | 135 817           | 153                | Irvine              |
| North Lanarkshire              | 184              | 476              | 321 067           | 674                | Motherwell          |
| Perth and Kinross              | 2 083            | 5 395            | 134 949           | 25                 | Perth               |
| Renfrewshire                   | 102              | 263              | 172 867           | 659                | Paisley             |
| Scottish Borders               | 1 825            | 4 727            | 106 764           | 23                 | Newtown St Boswells |
| South Ayrshire                 | 475              | 1 230            | 112 097           | 93                 | Ayr                 |
| South Lanarkshire              | 686              | 1 778            | 302 216           | 170                | Hamilton            |
| Stirling                       | 866              | 2 243            | 86 212            | 38                 | Stirling            |
| West Dunbartonshire            | 68               | 176              | 93 378            | 531                | Dumbarton           |
| West Lothian                   | 165              | 427              | 158 714           | 372                | Livingston          |
| Total de l'Écosse continentale | 28 260           | 73 193           | 4 994 276         | 68                 |                     |
| Îles                           |                  |                  |                   |                    |                     |
| Orcades                        | 396              | 1 025            | 19 245            | 19                 | Kirkwall            |
| Shetland                       | 568              | 1 471            | 21 988            | 15                 | Lerwick             |
| Hébrides extérieures           | 1 185            | 3 070            | 26 502            | 9                  | Stornoway           |
| Total des îles                 | 2 149            | 5 566            | 67 735            | 12                 |                     |
| Total de l'Écosse              | 30 409           | 78 783           | 5 100 000         | 64                 |                     |